# بخش رودنیکوفسکی
بخش رودنیکوفسکی (به لاتین: Rodnikovsky District) یک منطقهٔ مسکونی در روسیه است که در استان ایوانوف واقع شده‌است.